# Václav Javůrek
Václav Javůrek (26. července 1916 Chomutice – 25. června 2004) byl český katolický kněz, královéhradecký kanovník, kapitulní vikář, kapitulní děkan, předseda Sdružení katolických duchovních Pacem in terris ČSR, federální místopředseda Sdružení katolických duchovních Pacem in terris ČSSR

## Život
Václav Javůrek se narodil 26. července 1916 ve východočeských Chomuticích u Jičína do rodiny varhaníka a řídícího učitele. Po absolvování klasického gymnázia (Státní české reformní reálné gymnasium) v Praze – Bubenči nastoupil do kněžského semináře v Hradci Králové. Kněžské svěcení přijal v tamní katedrále Sv. Ducha 29. června 1941 z rukou biskupa Mořice Píchy. Krátce působil jako kaplan v Jičíně a jako farář v nedaleké Veliši.
Po únoru 1948 dával Václav Javůrek zřetelně najevo, že ve střetu státu a církve stojí na straně biskupů, mimo jiné se postavil proti tzv. Katolické akci. V následujících letech se ale podobně jako mnozí začal přizpůsobovat novým poměrům, a to až do té míry, že se začal jevit státní moci jako osoba vhodná pro církevní posty. Nejprve byl přeložen do významnější farnosti – Nového Města nad Metují a stal se vikářem dobrušského okresu. Tam započal státní mocí dobře hodnocenou spolupráci s církevním tajemníkem a dalším funkcionáři i svou aktivitní činnost v tzv. mírovém hnutí duchovenstva – Hnutí katolických duchovních jako jeho předseda v královéhradecké diecézi.
Balancovat mezi nároky komunistické moci, která do velké míry kontrolovala personální obsazování církevní hierarchie na jedné straně, a přitom naplňovat požadavky své církve i evangelia na straně druhé bylo v těchto letech obtížné. Ti, kteří se o to snažili pro vzestup v církevní hierarchii, balancovali nebezpečně mezi oběma světy a hranice, kde leží v daném případě kolaborace ke škodě věci církve je obtížně rozpoznatelná.
Ilustrovat to mohou následující zdokumentované situace: Vzájemný vztah věřícími respektovaného duchovního Karla Otčenáška (v roce 1950 tajně vysvěceného a později oficiálního biskupa) a Václava Javůrka nebyl jednoduchý a zprávy o něm se značně rozcházejí. Zřejmě poprvé se sešli pár týdnů po Otčenáškově propuštěni z vězení (1962) na primici Václava Adamce v Žamberku. Zde byl Otčenášek dokonce při slavnostní hostině posazen vedle Javůrka. Javůrek si pak zmocněnci stěžoval, že jej tak Otčenášek uvedl do nemalých rozpaků a „udělal by daleko lépe, kdyby seděl na p...i doma!“ Jiným ale Javůrek tvrdil, že si s Otčenáškem při hostině výborně rozuměl a svou účastí na primici dokázal, že není proti litoměřickému semináři. Později také Javůrek před zmocněncem opakovaně odsuzoval jednání Otčenáška a s viditelným ulehčením přijal jeho státem vynucený odchod z diecéze roku 1965.

### Kanovník, kapitulní vikář, kapitulní děkan
10.11.1954 získal Václav Javůrek funkci sídelního kanovníka u katedrální kapituly při chrámu Sv. Ducha v Hradci Králové, a tam také od 1. září 1955 funkci zástupce generálního vikáře, ale státní zmocněnec pro věci církevní jako převodová mocenská páka ÚV KSČ s ním už měl další plány, mířící až k případnému biskupskému postu (toho ale nakonec Javůrek nikdy pro odpor Vatikánu nedosáhl). Stávající biskup Mořic Pícha byl totiž poslední roky v nemilosti státní moci. Pravomoci vážně nemocného biskupa byly reálně omezovány činností StB, a ten byl dokonce fakticky internován ve své biskupské rezidenci v letech 1950 – 1956.

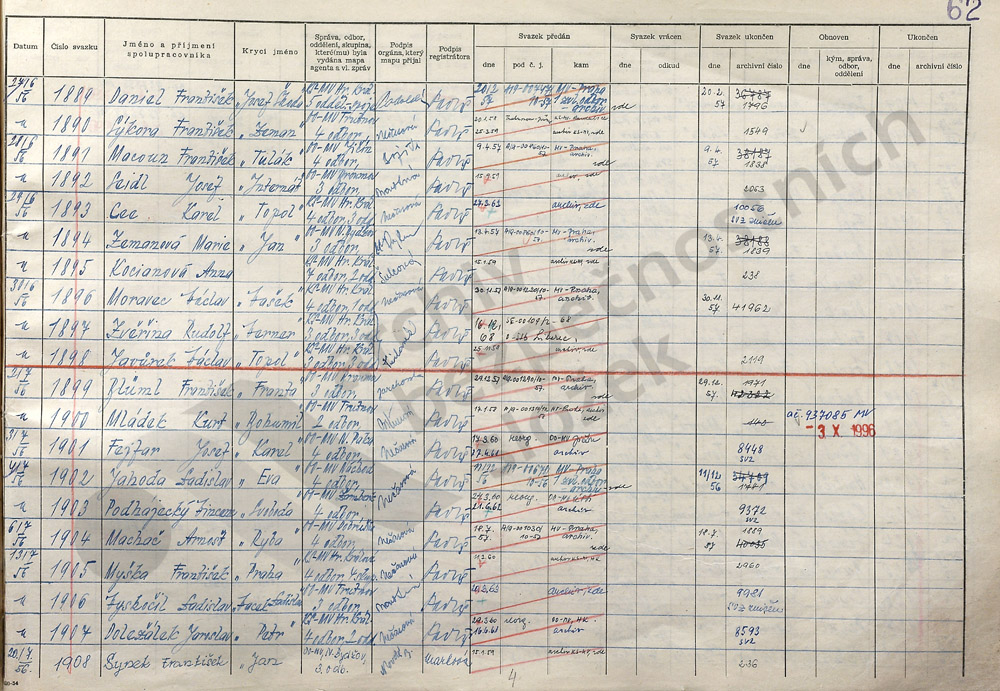
Sbírka registračních protokolů tajných spolupracovníků StB, III. odbor Správy StB v Hradci Králové, reg. č. 01898

Václav Javůrek byl 30. června 1956 registrován III. odborem Správy StB v Hradci Králové, pod reg. č. 01898 ve sbírce registračních protokolů tajných spolupracovníků StB pod krycím jménem „TOPOL“ (návazné objektové svazky StB vedeny do 11. září 1973, poslední pod reg. č. 9151, u II. odboru Správy StB v Hradci Králové).
Zanedlouho, 12.11.1956 na rakovinné onemocnění umřel ve věku 86 let biskup Mořic Pícha a již čtyři dny poté, 16. listopadu 1956 byl Václav Javůrek instalován do funkce kapitulního vikáře. Byla mu tak dána státní mocí přednost před ambiciózním rivalem Karlem Jonášem (ten se stal agentem StB pod krycím jménem „TICHÝ“ až později, v návaznosti na svou registraci StB ze 17. listopadu 1960).
Biskupský úřad zůstal ale nadále neobsazen, Karel Otčenášek, který byl 30. dubna 1950 bez tehdy nutného státního souhlasu, ale se souhlasem papeže Pia XII. vysvěcen biskupem Mořicem Píchou tajně na biskupa, se úřadu ujmout nemohl, pátým rokem si odpykával třináctiletý trest odnětí svobody za tzv. vlastizradu na Mírově. Václav Javůrek tak vykonával až do srpna 1969 jako kapitulní vikář faktickou správu královéhradecké diecéze.
Významnou pomocí při výkonu funkce, jeho pravou rukou, mu byl schopný kancléř Oldřich Henych, jenž byl StB pod krycím jménem „Udalricus“ registrován již od 18. června 1954. Velmi dobrý vzájemný vztah jim vydržel až do vzájemné neshody v roce 1965, kdy Henych sám usiloval o post kanovníka a kapitulní vikář Javůrek tomu zamezil. V roce 1959 evidovala v Královéhradeckém kraji StB již 1461 svých spolupracovníků, včetně 25 duchovních, zahrnujících také již zmíněného kancléře Oldřicha Henycha. Dále byl mezi agenty také krajský předseda ČSL Václav Tomeš (krycí jméno „Jan“, registrován 12. srpna 1957), a sekretář konzistoře František Dušek (krycí jméno „Orlice“, registrován 30. července 1958).
Ještě před odchodem kancléře Henycha prosadil Václav Javůrek v roce 1962 na žádost státu sídelním kanovníkem katedrální kapituly při chrámu Sv. Ducha v Hradci Králové „známého kolaboranta a komunisty dosazeného správce apoštolské administratury v Českém Těšíně Antonína Veselého“. Veselý, politicky vlivný pozdější spoluzakladatel kolaborantského sdružení Pacem in terris (PIT), se pak stal, podobně jako sám Javůrek, vrcholným představitelem sdružení PIT, a to nejprve předsedou ČSR PIT a posléze také federálním předsedou sdružení.
ÚV KSČ přijalo 12. březen 1963 tyto zásady církevní politiky: Vyloučit návrat odsouzených biskupů – Trochta, Zela, Vojtaššák, Hlad, Otčenášek (až na Trochtu se jim to podařilo prosadit), nejednat o návratu Berana, Skoupého, Hlouchy, a souhlasit se jmenováním biskupů z řad stávajících kapitulních vikářů – Dechet, Scheiffer, Stehlík, Oliva, Kratochvíl, Veselý, Titman, Javůrek, Glogar, Onderko (zde Vatikán nakonec nepřipustil jmenování nikoho z nich).
1. srpna 1969 Václav Javůrek odstoupil z funkce kapitulního vikáře a do úřadu biskupa měl konečně nastoupit Karel Otčenášek. To ale nakonec státní moc, směřující stále více do tzv. normalizace nedovolila, a novým kapitulním vikářem se paradoxně stal na celých dvacet roků Karel Jonáš, dlouholetý Javůrkův sok. V návaznosti na to Václav Javůrek odešel vykonávat službu do Třebechovic pod Orebem, a v roce 1973 je navíc zvolen kapitulním děkanem královéhradeckým. Z Třebechovic pokračoval Václav Javůrek v roce 1978 do Opočna, kde působil až do roku 1997 jako interkalární administrátor.

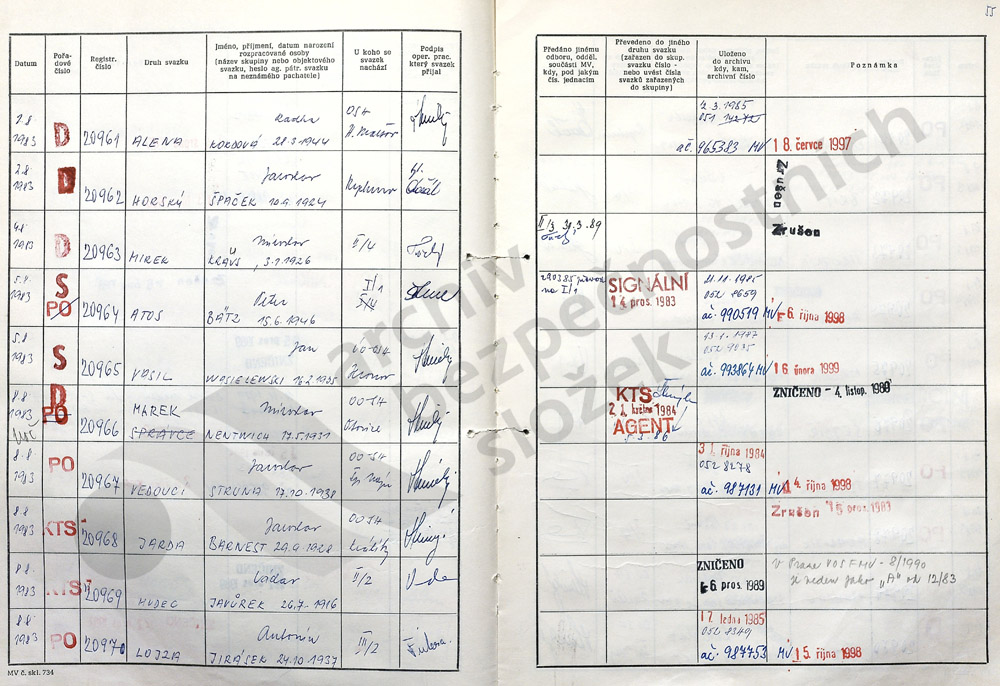
Sbírka registračních protokolů tajných spolupracovníků StB, II. odbor Správy StB v Hradci Králové, reg. č. 20969, Václav Javůrek, nar. 27.6.1916, krycí jméno HUDEC

### Státní Bezpečnost
Václav Javůrek byl 8. srpna 1983 opětovně (srv. krycí jméno „TOPOL“ z 30. června 1956 v tomto textu výše) registrován jako Kandidát tajné spolupráce II. odborem Správy StB v Hradci Králové, pod reg. č. 20969 ve sbírce registračních protokolů tajných spolupracovníků StB pod krycím jménem „HUDEC“. Jeho spis byl Státní Bezpečností zničen 6. prosince 1989, ve stejný den jako spisy Jonáše („TICHÝ) a Henycha („Udalricus“). V evidenci Statisticko-evidenčního odboru Vnitřní a organizační správy Federálního ministerstva vnitra v Praze je v relaci na reg. č. 20969, krycí jméno „HUDEC“ veden Václav Javůrek od prosince 1983 jako „A“ (Agent).

## Aktivita v Pacem in terrris

### Quidam Episcopi
V roce 1982 vydal papež Jan Pavel II dekret Quidam Episcopi  (tj. Některým biskupům), zakazující účast kněží v politických sdruženích, i kdyby byla zaštiťovaná slovy o míru a Vatikán dále explicitně interpretoval, že zákaz účasti se týká jmenovitě Pacem in terris (PIT). Totéž vůči sdružení PIT dále výslovně a důrazně zastával kardinál Tomášek, další nezpochybnitelná autorita, a většina duchovních se podle toho zařídí. Roma locuta, causa finita. Z hlediska kanonického práva protiprávní a již zjevně kolaborantské sdružení PIT pak začalo v roce 1983 skomírat, přestávalo fungovat dokonce i vydírání mladých kněží k pouhé řadové účasti tím, že jim nebude udělen státní souhlas k výkonu kněžství.

### Předseda ČSR Pacem in terris, místopředseda ČSSR Pacem in terris
Václav Javůrek byl aktivní již předchozím tzv. Mírovém hnutí katolického duchovenstva (1950 až 1968), byl jeho předsedou v královéhradecké diecézi, na stejné úrovni pak působil od počátku i ve sdružení PIT. Po obnovení své spolupráce se StB v roce 1983 se ovšem, navzdory neobyčejné autoritě papeže Jana Pavla II i kardinála Tomáška, primase českého, a jejich explicitnímu zákazu účasti ve sdružení PIT, stal předsedou ČSR PIT (Sjezd PIT v Brně 12.–13. listopadu 1984) a na sjezdu v Praze v únoru 1985 pak navíc federálním místopředsedou komunisty řízeném a ovládaném sdružením PIT. Na obou funkcích zůstal až do samotného konce sdružení v listopadu 1989.
Jednáním Václava Javůrka, kdy ve věci sdružení PIT odpírá poslušnost svým představeným, byla (v minulých dekádách možná nejasná) hranice škodlivé kolaborace jednoznačně překročena, ani na neznalost nebo naivitu se nemůže v osmdesátých letech církevní hodnostář odvolávat. Při kalkulu přijmout vedoucí funkci ve sdružení PIT v roce 1984 i 1985 se jevila komunistická moc jako zdánlivě stále ještě neotřesitelná a perspektivní. Kardinálovi Tomáškovi se i v této dekádě přezdívalo „generál bez vojska“.
V roce 1987 se StB spolu s komunistickou československou diplomacií podařil husarský kousek, získat zdání jakési legitimizace sdružení PIT od OSN. Ve špatně informovaných představitelích OSN totiž vzbudily mylný dojem, že sdružení PIT se významně zasluhuje o světový mír, a generální tajemník Organizace spojených národů Javier Peréz de Cuellar udělil sdružení PIT titul Posel míru za aktivní přínos k Mezinárodnímu roku míru, k nemalému pohoršení mnohých našich věřících i kněží, z nichž padesát proti takovému pokrytectví protestovalo dopisem přímo generálnímu tajemníkovi OSN.
Předseda českého sdružení Václav Javůrek v rozhovoru pro Katolické noviny však tvrdil, že „myšlenka udělení titulu vyšla přímo od generálního tajemníka.“
Za věrné služby komunistické státní moci byl Václav Javůrek mimo jiné odměněn v roce 1985 pamětní medailí k 40. výročí vyvrcholení národně osvobozeneckého boje československého lidu a osvobození naší vlasti sovětskou armádou a v roce 1986, při příležitosti svých sedmdesátých narozenin, také přijal z rukou ministra kultury Milana Klusáka čestnou medaili Svazu československo-sovětského přátelství. „Václav Javůrek zůstal až do své smrti v roce 2004 ve funkci kapitulního děkana královéhradeckého, navzdory své aktivní kolaboraci“.

## Závěr života
Své dny dožil Václav Javůrek u sester Vincentek v Charitním domově v Přepychách, stále ve funkci kapitulního děkana královéhradeckého. Zemřel 25. června 2004. Pohřební bohoslužby proběhly 2. července 2004 v děkanském kostele Nejsvětější Trojice v Opočně, pochován je v rodinném hrobě v Opočně.